# 17º Gruppo caccia
Il XVII Gruppo era un Gruppo di volo che faceva parte del 1º Stormo Caccia Terrestre dell'Aeronautica Militare.

## Storia

### La nascita
Il XVII Gruppo Caccia nasce il 23 settembre 1918 con la 71ª Squadriglia Caccia SPAD e la 91ª Squadriglia aeroplani da caccia a Quinto di Treviso al comando interinale del Capitano Fulco Ruffo di Calabria inquadrato nel Comando supremo militare italiano ed il 16 ottobre arriva la 72ª Squadriglia Caccia Hanriot.
Nel dopoguerra perde la 72^ e dopo il febbraio 1919 viene sciolto.

### Regia Aeronautica
Il nuovo XVII Gruppo Aeroplani da Caccia, formato dalle Squadriglie 75ª Squadriglia caccia ed 83ª Squadriglia equipaggiate con aerei Nieuport 29, nacque al Campo della Promessa di Lonate Pozzolo nel maggio 1924 al comando del Maggiore Mario Bernasconi all'interno del 1º Stormo Caccia Terrestre della Regia Aeronautica e nell'autunno dello stesso anno aveva la 71ª, 72ª Squadriglia caccia, 80ª Squadriglia caccia e 83ª Squadriglia. 
Trasferito nel febbraio 1927 sull'Aeroporto di Udine-Campoformido insieme allo Stormo, il Gruppo al comando del Maggiore Paride Sacchi era costituito dalla 75ª e 90ª Squadriglia. 
Equipaggiato con aerei Fiat C.R.20, lo Stormo era sotto il comando del Tenente Colonnello Rino Corso Fougier.
Nel settembre 1935, il Gruppo equipaggiato con i velivoli Fiat C.R.32 al comando del Maggiore Plinio Locatelli si schierò sull'aeroporto di Montecelio (poi Aeroporto di Guidonia) ed il mese successivo all'Aeroporto di Catania-Fontanarossa, dove venne raggiunto nel gennaio 1936 dal Comando di Stormo; nell'agosto dello stesso anno venne spostato all'Aeroporto di Capodichino e nel settembre rientra a Campoformido.

### Nella seconda guerra mondiale
Il 3 giugno 1940, con lo scoppio della seconda guerra mondiale, il Gruppo comandato dal Magg. Bruno Brambilla è all'Aeroporto di Palermo-Boccadifalco (con la 71ª Squadriglia Caccia e 72ª Squadriglia Caccia a Palermo e l'80ª Squadriglia Caccia a Trapani Milo) passa alle dipendenze del Comando Aeronautica della Sicilia ricevendo gradualmente i Fiat C.R.42 ed i Macchi M.C.200.
Dagli aeroporti siciliani i piloti con i loro aerei furono impegnati fino all'agosto 1940 in azioni di scorta a bombardieri e ricognitori diretti su Malta. 
Alla fine dell'anno aveva la 72ª Squadriglia all'Aeroporto di Palermo-Boccadifalco, la 71ª ed 80ª Squadriglia a Trapani ed una Sezione della 80ª Squadriglia all'Aeroporto di Pantelleria (dal novembre 1940).
Lo spirito di sacrificio e l’alto senso del dovere che animavano tutto il personale del Gruppo, contribuirono a far sì che il 1º Stormo venisse decorato con la Medaglia d'argento al valore militare.
A fine giugno 1941, il Gruppo fece ritorno a Campoformido dove prese in carico i nuovi Macchi M.C.202.
A fine ottobre 1941 il Gruppo si trasferì prima all'Aeroporto di Ciampino Sud, poi all'Aeroporto di Comiso ed infine in Africa Settentrionale Italiana. 
Il 25 novembre dello stesso anno i suoi C.202 giunsero in Libia, inizialmente schierati all'Aeroporto di Martuba. 
Successivamente il Gruppo si sposta ad Uadi Tamet (ad ovest di Sirte) in Tripolitania. 
Il campo di volo di Martuba fu rioccupato nel marzo 1942 ed in seguito si sposta all'Aeroporto di Benina e nel K.2 di Bengasi.
I suoi MC 202 partecipano all'offensiva dell'Asse del 26 maggio 1942 quando prima dell'alba, 9 Fiat C.R.42 eseguono un attacco contro l'Aeroporto militare di Gambut che viene subito dopo colpito da 59 MC 202: risultano colpiti 24 caccia avversari in fase di decollo.
A fine giugno del 1942 il Gruppo lasciò la Libia e fece ritorno a Campoformido. 
Nell'ottobre dello stesso anno fu nuovamente trasferito a Ciampino ed il 7 novembre il Gruppo inviò i suoi velivoli in Sardegna per partecipare nei giorni successivi alle operazioni aeree sulla costa africana. 
Da qui e dall'Aeroporto di Pantelleria il Gruppo con i nuovi Macchi C.205V si impegna ancora in missioni di scorta a convogli navali ed aerei diretti in Tunisia.
Il 7 novembre 1942 arriva all'Aeroporto di Decimomannu con 33 MC 202.
Nei giorni seguenti questi velivoli attaccano obiettivi militari di Annaba e di Bougie.
Nel maggio 1943 la superiorità delle forze alleate impose lo spostamento del Gruppo a Catania; nel luglio dello stesso anno, esaurita la capacità bellica per contrastare lo sbarco alleato in Sicilia, rientrò all'Aeroporto di Trieste-Ronchi dei Legionari dove giunse l’armistizio ed il Gruppo fu considerato sciolto alla data dell’8 settembre 1943.

### Il dopoguerra
Trascorsi i primi anni del dopoguerra, costituitasi l'Aeronautica Militare, il 17º Gruppo fu assegnato al 1º Stormo Caccia Ogni Tempo, costituito il 1º maggio 1956 all'interno della 51ª Aerobrigata (ex 51º Stormo) dell'Aeroporto di Istrana con velivoli North American F-86K, con alle dipendenze la 72ª e la 80ª Squadriglia.

#### Il XVII gruppo I.T.
A seguito della soppressione del 1º Stormo Caccia Ogni Tempo avvenuta il 1º maggio 1959, e con l'introduzione in AM dei sistemi missilistici Nike Ajax e Nike Hercules, inquadrati nella 1ª Aerobrigata Intercettori Teleguidati dell'Aeroporto di Padova, il 3º Gruppo di Padova assunse il numero ordinativo di 17º Gruppo I.T., (Intercettori Teleguidati). 
Le Squadriglie dipendenti dal 17º Gruppo IT cambiarono la numerazione in 72ª (ex 1ª), 79ª Squadriglia (ex 2ª), 80ª (ex 3ª) ed 81ª (ex 4ª che riprende il numero della 81ª Squadriglia aeroplani).
A far data dal 1º ottobre 1964 il 17º Gruppo IT si trasformò in 17º Reparto IT che il 1º novembre 1985 diventa 17º stormo I.T., soppresso nel 2007.